# Eduard-Raul Hellvig
Eduard-Raul Hellvig (Zalău, 27 ottobre 1974) è un politico romeno.
È stato Europarlamentare dal gennaio al novembre 2007 e dal settembre 2013 al marzo 2015. Nel primo periodo ha rappresentato il Partito Conservatore, mentre in seguito ha fatto parte del Partito Nazionale Liberale. Dal 2 marzo 2015 è direttore del Serviciul Român de Informaţii, uno degli organi dei servizi segreti in Romania.

## Studi e attività professionali
Eduard Hellvig è laureato in Scienze Politiche e Pubblica Amministrazione all'Università Babeș-Bolyai di Cluj-Napoca nel 1997. Durante il periodo universitario ha ottenuto una borsa di studio dalla Open Foundations per il progetto "Cine guvernează sau cine deține puterea în România?". Durante la Facoltà ha inoltre ricoperto la carica di direttore dei programmi dell'Istituto di Analisi Politica a Cluj.
Nel 1997, appena fuori dalle banche delle facoltà, Eduard Hellvig ha acquisito la licenza di broker della borsa di Bucarest.
Nel 1999 frequenta la scuola estiva organizzata dal Centro per gli studi postcomunisti all'Università del Maryland, College Park.
Eduard Hellvig nel 2001-2003 ha ricoperto la carica di direttore generale dell'Istituto di Studi Sociali, e nel 2004 è diventato CEO Sintezis Romania.
Ha continuato la sua formazione nel 2006, si è diplomato all'Università nazionale di difesa "Carlo I" e al SES Centro europeo per gli studi sulla sicurezza "George Marshall".
Nel 2009 è diventato dottore in Scienze Politiche dell'Università Nazionale di Studi Politici e della Pubblica Amministrazione Bucarest (SNSPA)..
Il 19 febbraio 2015, Viene proposto dal presidente della Romania a dirigere il Serviciul Român de Informaţii e il 3 marzo 2015 entra in carica.

## Attività politica
Nel 1998-2000 è stato consigliere politico per l'ex vicepresidente PNL Horia Rusu e del ministro dell'interno Constantin Ionescu Dudu e consigliere del candidato alla presidenza della Romania Mugur Isărescu.
Nel 2004 è stato eletto a Bihor nel Parlamento della Romania, mentre prestava servizio come segretario del Comitato per la Difesa, l'Ordine e la Sicurezza Nazionale e membro dell'Assemblea parlamentare della NATO.
Eduard Hellvig è stato eletto nel 2006 per essere uno dei primi deputati in Romania, un periodo in cui ha fatto parte del Comitato del Commercio Internazionale (INTA) e della Sottocommissione per la Sicurezza e la Difesa (SEDE).
Dal 2008 è membro del Partito Nazionale Liberale, nel 2009 è nominato consigliere del presidente del PNL Crin Antonescu. Da inizio 2011 fino all'11 marzo 2014 ha svolto l'incarico di segretario generale del Partito Nazionale Liberale.
Nel 2012 entra a fare parte del Governo Ponta I come Ministro per lo sviluppo regionale e il turismo.
Alle elezioni parlamentari del dicembre 2012 è stato eletto deputato al Collegio Uninominale n. 4, Ilfov. Eduard Hellvig è stato vice presidente della Camera dei Deputati e ha fatto parte del Comitato europeo per gli affari e la delegazione presso l'Assemblea parlamentare della NATO. Il 3 settembre 2013 si è dimesso dal parlamento rumeno per assumere il mandato di deputato liberale. Dal 4 settembre 2013 è membro del Parlamento europeo. Fa parte della commissione per il mercato interno e la protezione dei consumatori, Delegazione al Comitato di cooperazione parlamentare UE-Moldavia, Delegazione all'Assemblea Parlamentare Euronest. È membro supplente della Commissione per l'ambiente, la sanità pubblica e la sicurezza alimentare e la Commissione giuridica.

## Vita personale
Eduard Hellvig è sposato con Andreea Hellvig, con cui ha una figlia.